# Coppa Italia Dilettanti Sardegna
La Coppa Italia Dilettanti Sardegna (chiamata anche Coppa Sardegna) è il massimo torneo calcistico a eliminazione diretta della regione Sardegna. Istituito nel 1991-1992, consente al vincitore di partecipare alla fase nazionale della Coppa Italia Dilettanti.

## Formula
Dalla sua istituzione e fino alla stagione 2005-2006 inclusa, partecipavano alla Coppa tutte le 16 squadre di Eccellenza e le 32 di Promozione, quest'ultima divisa in due gironi. Dalla stagione successiva, le due divisioni disputano una coppa separata. Le vincenti si affrontano nella Supercoppa Regionale Sardegna.

## Albo d'oro Coppa Italia Eccellenza Sardegna
| Stagione | Data          | Luogo         | Campione       | Finalista      | Risultato     | Coppa Italia Dilettanti |
| -------- | ------------- | ------------- | -------------- | -------------- | ------------- | ----------------------- |
| 1991-92  | 01/03/92      | Ussana        | Decimoputzu    | Quartu         | 3-2           | 1º Turno                |
| 1992-93  | 17/02/93      | Serramanna    | Carloforte     | Ariete Solanas | 1-0 (dts)     | 1º Turno                |
| 1993-94  | 10/02/94      | Arbus         | Carloforte     | San Sperate    | 2-1 (dts)     | 1º Turno                |
| 1994-95  | 22/02/95      | Oristano      | Bittese        | Pula           | 1-0           | 1º Turno                |
| 1995-96  | 25/02/96      | Oristano      | Atletico Elmas | Bittese        | 5-3           | 1º Turno                |
| 1996-97  | 19/01/97      | Terralba      | Sant'Antioco   | Corrasi Oliena | 3-1 (dts)     | 1º Turno                |
| 1997-98  | 19/02/98      | Ghilarza      | Villacidrese   | Esperia Sorso  | 1-0           | 1º Turno                |
| 1998-99  | 11/02/99      | Oristano      | Corrasi Oliena | Pula           | 1-0 (dts)     | 1º Turno                |
| 1999-00  | 27/02/00      | Oristano      | Arbus          | Corrasi Oliena | 1-0           | Quarti di Finale        |
| 2000-01  | 22/02/01      | Oristano      | Atletico Elmas | Thiesi         | 2-1           | 1º Turno                |
| 2001-02  | 23/02/02      | Ghilarza      | Dolianova      | Arzachena      | 1-0 (dts)     | 1º Turno                |
| 2002-03  | 01/03/03      | Nuoro         | Arbus          | Castelsardo    | 2-0           | 1º Turno                |
| 2003-04  | 28/02/04      | Ittiri        | Tempio         | Nuorese        | 5-0           | Quarti di Finale        |
| 2004-05  | 16/02/05      | Ghilarza      | Tavolara       | Tharros        | 2-0           | 1º Turno                |
| 2005-06  | 25/02/06      | Ghilarza      | Tavolara       | Samassi        | 0-0 (4-2 dcr) | 1º Turno                |
| 2006-07  | 28/02/07      | Terralba      | Castelsardo    | Quartu 2000    | 3-1           | Semifinale              |
| 2007-08  | 02/02/08      | Macomer       | Terralba       | Taloro Gavoi   | 2-1           | 1º Turno                |
| 2008-09  | 21/02/09      | Ghilarza      | Porto Torres   | Sanluri        | 2-2 (8-7 dcr) | 1º Turno                |
| 2009-10  | 09/02/10      | Nuoro         | Porto Torres   | Carbonia       | 1-1 (6-5 dcr) | 1º Turno                |
| 2010-11  | 19/01/11      | Dorgali       | Taloro Gavoi   | Tortolì        | 0-0 (5-3 dcr) | 1º Turno                |
| 2011-12  | 25/01/12      | Macomer       | Torres         | Taloro Gavoi   | 2-1           | Quarti di Finale        |
| 2012-13  | 16/01/13      | Santa Giusta  | Muravera       | Olbia          | 2-0           | Quarti di Finale        |
| 2013-14  | 22/01/14      | Oristano      | Porto Corallo  | Nuorese        | 1-0           | Quarti di Finale        |
| 2014-15  | 21/01/15      | Macomer       | Lanusei        | Castelsardo    | 2-1 (dts)     | Semifinale              |
| 2015-16  | 20/01/16      | Oristano      | Ghilarza       | Taloro Gavoi   | 2-1           | 1º Turno                |
| 2016-17  | 01/02/17      | Oristano      | Tortolì        | Atletico Uri   | 2-1           | Quarti di Finale        |
| 2017-18  | 31/01/18      | Oristano      | Tonara         | Atletico Uri   | 1-0           | 1º Turno                |
| 2018-19  | 30/01/19      | Monastir      | Nuorese        | Muravera       | 1-0           | 1º Turno                |
| 2019-20  | 08/02/20      | Oristano      | Carbonia       | Atletico Uri   | 1-0           | 1º Turno                |
| 2020-21  | Non disputata | Non disputata | Non disputata  | Non disputata  | Non disputata | Non disputata           |
| 2021-22  | 16/02/22      | Oristano      | Ossese         | Castiadas      | 2-0           | Semifinale              |
| 2022-23  | 14/01/23      | Abbasanta     | Budoni         | Carbonia       | 2-2 (9-8 dcr) | 1º Turno                |
| 2023-24  | 30/12/23      | Abbasanta     | Ossese         | Sant'Elena     | 1-0           | 1º Turno                |
| 2024-25  | 29/01/25      | Oristano      | Ossese         | Villasimius    | 1-0           | 1º Turno                |

- In corsivo le squadre che militavano in Promozione

### Edizioni vinte per squadra con allenatore
| Squadra        | Titoli | Stagioni                        | Allenatore                                           |
| -------------- | ------ | ------------------------------- | ---------------------------------------------------- |
| Ossese         | 3      | 2021-2022, 2023-2024, 2024-2025 | Giampiero Loriga, Mario Fadda, Giacomo Demartis      |
| Carloforte     | 2      | 1992-1993, 1993-1994            | Ugo Corda, Ugo Corda(2ºtitolo)                       |
| Atletico Elmas | 2      | 1995-1996, 2000-2001            | Bernardo Mereu, Virgilio Perra                       |
| Arbus          | 2      | 1999-2000, 2002-2003            | Gian Luca Boi, Pietro Pusceddu                       |
| Tavolara       | 2      | 2004-2005, 2005-2006            | Sergio Bagatti, Giuseppe Leggieri                    |
| Porto Torres   | 2      | 2008-2009,2009-2010             | Rosario Affuso(2º titolo), Rosario Affuso(3º titolo) |
| Decumoputzu    | 1      | 1991-1992                       | Nino Falchi                                          |
| Bittese        | 1      | 1994-1995                       | Alberto Conti                                        |
| Sant'Antioco   | 1      | 1996-1997                       | Alberto Conti(2ºtitolo)                              |
| Villacidrese   | 1      | 1997-1998                       | Nino Falchi(2º titolo)                               |
| Corrasi Oliena | 1      | 1998-1999                       | Pietro Corrias                                       |
| Dolianova      | 1      | 2001-2002                       | Augusto Curreli                                      |
| Tempio         | 1      | 2003-2004                       | Mario Petrone                                        |
| Castelsardo    | 1      | 2006-2007                       | Rosario Affuso                                       |
| Terralba       | 1      | 2007-2008                       | Vincenzo Fadda                                       |
| Taloro Gavoi   | 1      | 2010-2011                       | Vincenzo Fadda(2º titolo)                            |
| Torres         | 1      | 2011-2012                       | Mauro Giorico                                        |
| Muravera       | 1      | 2012-2013                       | Luis Oliveira                                        |
| Porto Corallo  | 1      | 2013-2014                       | Virgilio Perra(2º titolo)                            |
| Lanusei        | 1      | 2014-2015                       | Francesco Loi                                        |
| Ghilarza       | 1      | 2015-2016                       | Graziano Mannu                                       |
| Tortolì        | 1      | 2016-2017                       | Francesco Loi (2º titolo)                            |
| Tonara         | 1      | 2017-2018                       | Antonio Prastaro                                     |
| Nuorese        | 1      | 2018-2019                       | Fabio Fraschetti                                     |
| Carbonia       | 1      | 2019-2020                       | Andrea Marongiu                                      |
| Budoni         | 1      | 2022-2023                       | Raffaele Cerbone                                     |

## Albo d'oro Coppa Italia Promozione Sardegna
| Stagione | Data          | Luogo         | Campione          | Finalista                | Risultato     |               |
| -------- | ------------- | ------------- | ----------------- | ------------------------ | ------------- | ------------- |
| 2006-07  | 07/03/07      | Serramanna    | Sanluri           | Decimese Aurora e Decimo | 2-1           |               |
| 2007-08  | 03/02/08      | Ghilarza      | Sanluri           | Usinese                  | 2-0           |               |
| 2008-09  | 01/04/09      | Arborea       | Valledoria        | Muravera                 | 1-1 (8-7 dtr) |               |
| 2009-10  | 01/05/10      | Abbasanta     | Porto Rotondo     | La Palma                 | 2-1 (dts)     |               |
| 2010-11  | 17/03/11      | Abbasanta     | Pula              | Latte Dolce              | 1-0           |               |
| 2011-12  | 11/05/12      | Santa Giusta  | Fonni             | Samassi                  | 1-0           |               |
| 2012-13  | 11/05/13      | Samassi       | Sant'Antioco      | Tonara                   | 3-2 (dts)     |               |
| 2013-14  | 02/04/14      | Oristano      | Tonara            | Lanusei                  | 4-4 (8-6 dtr) |               |
| 2014-15  | 02/04/15      | Oristano      | ANSPI Frassinetti | Montalbo                 | 4-3           |               |
| 2015-16  | 13/04/16      | Oristano      | Bosa              | Carbonia                 | 1-1 (5-3 dtr) |               |
| 2016-17  | 25/05/17      | Oristano      | Dorgalese         | Guspini-Terralba         | 2-1           |               |
| 2017-18  | 25/04/18      | Oristano      | Dorgalese         | Carbonia                 | 3-3 (7-6 dtr) |               |
| 2018-19  | 25/04/19      | Oristano      | Valledoria        | Orrolese                 | 1-0           |               |
| 2019-20  | 18/09/21      | Thiesi        | Usinese           | Macomerese               | 1-0 (dts)     |               |
| 2020-21  | Non disputata | Non disputata | Non disputata     | Non disputata            | Non disputata | Non disputata |
| 2021-22  | Non disputata | Non disputata | Non disputata     | Non disputata            | Non disputata | Non disputata |
| 2022-23  | 01/05/23      | Pozzomaggiore | Usinese           | Arborea                  | 3-2           |               |
| 2023-24  | 18/05/24      | Abbasanta     | Monastir Kosmoto  | Lanteri                  | 2-1 (dts)     |               |
| 2024-25  | 30/04/25      | Ghilarza      | Coghinas          | Lanusei                  | 2-2 (6-4 dtr) |               |

### Edizioni vinte per squadra con allenatore
| Squadra           | Titoli | Stagioni             | Allenatore                     |
| ----------------- | ------ | -------------------- | ------------------------------ |
| Sanluri           | 2      | 2006-2007, 2007-2008 | Marco Cossu, Alberto Basciu    |
| Valledoria        | 2      | 2008-2009, 2018-2019 | Sandro Sanna, Ivano Falchi     |
| Dorgalese         | 2      | 2016-2017, 2017-2018 | Sergio Cucca, Giuseppe Basciu  |
| Usinese           | 2      | 2019-2020, 2022-2023 | Luca Calledda, Gianmario Rassu |
| Porto Rotondo     | 1      | 2009-2010            | Fabrizio Fermanelli            |
| Pula              | 1      | 2010-2011            | Giampaolo Zaccheddu            |
| Fonni             | 1      | 2011-2012            | Marco Marchi                   |
| Sant'Antioco      | 1      | 2012-2013            | Cristian Serra                 |
| Tonara            | 1      | 2013-2014            | Marco Marchi(2º titolo)        |
| ANSPI Frassinetti | 1      | 2014-2015            | Michele Filippi                |
| Bosa              | 1      | 2015-2016            | Salvatore Carboni              |
| Monastir Kosmoto  | 1      | 2023-2024            | Marcello Angheleddu            |
| Coghinas          | 1      | 2024-2025            | Paolo Congiu                   |

## Albo d'oro Supercoppa Regionale Sardegna
| Stagione | Data          | Luogo         | Campione          | Finalista     | Risultato     |               |
| -------- | ------------- | ------------- | ----------------- | ------------- | ------------- | ------------- |
| 2006-07  | 12/05/07      | Castelsardo   | Castelsardo       | Sanluri       | 1-0           |               |
| 2007-08  | 23/04/08      | Sanluri       | Terralba          | Sanluri       | 0-0 (4-3 dtr) |               |
| 2008-09  | 02/09/09      | Castelsardo   | Porto Torres      | Valledoria    | 1-0           |               |
| 2009-10  | 08/05/10      | Berchidda     | Porto Torres      | Porto Rotondo | 3-0           |               |
| 2010-11  | 06/05/11      | Arborea       | Pula              | Taloro Gavoi  | 2-1 (dts)     |               |
| 2011-12  | 19/05/12      | Macomer       | Torres            | Fonni         | 2-1           |               |
| 2012-13  | 18/05/13      | Barumini      | Muravera          | Sant'Antioco  | 4-2           |               |
| 2013-14  | 10/05/14      | Tonara        | Porto Corallo     | Tonara        | 3-1           |               |
| 2014-15  | 30/04/15      | Lanusei       | ANSPI Frassinetti | Lanusei       | 2-2 (7-6 dtr) |               |
| 2015-16  | 11/05/16      | Bosa          | Ghilarza          | Bosa          | 1-0           |               |
| 2016-17  | 04/05/17      | Dorgali       | Tortolì           | Dorgalese     | 1-0           |               |
| 2017-18  | 01/05/18      | Oristano      | Dorgalese         | Tonara        | 0-0 (4-1 dtr) |               |
| 2018-19  | 28/12/19      | Nuoro         | Valledoria        | Nuorese       | 3-0 (tav.)    |               |
| 2019-20  | Non disputata | Non disputata | Non disputata     | Non disputata | Non disputata | Non disputata |
| 2020-21  | Non disputata | Non disputata | Non disputata     | Non disputata | Non disputata | Non disputata |
| 2021-22  | Non disputata | Non disputata | Non disputata     | Non disputata | Non disputata | Non disputata |
| 2022-23  | 06/05/23      | Bonorva       | Usinese           | Budoni        | 1-1 (6-5 dtr) |               |

•In CORSIVO le squadre vincitrici della Coppa Italia Promozione.

### Edizioni vinte per squadra con allenatore
| Squadra           | Titoli | Stagioni             | Allenatore                                           |
| ----------------- | ------ | -------------------- | ---------------------------------------------------- |
| Porto Torres      | 2      | 2008-2009, 2009-2010 | Rosario Affuso(2º titolo), Rosario Affuso(3º titolo) |
| Castelsardo       | 1      | 2006-2007            | Rosario Affuso                                       |
| Terralba          | 1      | 2007-2008            | Vincenzo Fadda                                       |
| Pula              | 1      | 2010-2011            | Giampaolo Zaccheddu                                  |
| Torres            | 1      | 2011-2012            | Mauro Giorico                                        |
| Muravera          | 1      | 2012-2013            | Luis Oliveira                                        |
| Porto Corallo     | 1      | 2013-2014            | Virgilio Perra                                       |
| ANSPI Frassinetti | 1      | 2014-2015            | Michele Filippi                                      |
| Ghilarza          | 1      | 2015-2016            | Graziano Mannu                                       |
| Tortolì           | 1      | 2016-2017            | Francesco Loi                                        |
| Dorgalese         | 1      | 2017-2018            | Giuseppe Bacciu                                      |
| Valledoria        | 1      | 2018-2019            | Ivano Falchi                                         |
| Usinese           | 1      | 2022-2023            | Gianmario Rassu                                      |